# Półwysep Horodek
Półwysep Horodek – półwysep jeziora Solińskiego położony we wschodniej części akwenu, na południowy wschód od Bramy Teleśnickiej i Wyspy Skalistej (Chwiei), na terenie gminy Solina, w Górach Sanocko-Turczańskich. Od południa sąsiaduje z Zatoką Suchego Drzewa (Pod Dębem), a od północy z Zatoką Karpiową (Zimną).
Półwysep stanowi ramię Małego i Wysokiego Horbu (odpowiednio: 621 i 604 m n.p.m.), które nosi nazwę Horodek (kulminacja: 508,1 m n.p.m.). Na terenie półwyspu istniały w przeszłości wsie Horodek i Zachumiejczyk, zniszczone częściowo podczas walk z Ukraińcami (1945–1948), a potem zalane wodami jeziora. W Horodku istniał najprawdopodobniej gródek, co dało asumpt nazwie. Z przeszłości zachowały się fundamenty cerkwi i pozostałości cmentarza. Była to wieś licząca 674 mieszkańców w 1921, nie ustępując pod tym względem np. Teleśnicy Oszwarowej. Polacy stanowili tu mniejszość, co dawało zaplecze dla struktur banderowców.
Obecnie na terenie półwyspu znajduje się jedno gospodarstwo. Na północny zachód, za Zatoką Karpiową istnieje prywatne lądowisko Dolina Ruchlinu-Horodek.